# Hans Jørgen Bonnichsen
Hans Jørgen Bonnichsen (født 24. maj 1943 i Haderslev) er tidligere chefkriminalinspektør og operativ og politifaglig leder for Politiets Efterretningstjeneste, hvor han tiltrådte 1997. Tidligere var han bl.a. 20 år på Rigspolitiets Rejsehold , hvor han sluttede som holdets souschef. Han er gradueret fra FBI National Academy og har en lang række af andre internationale politiuddannelser bag sig. Bonnichsen har desuden  en bachelor i litteraturvidenskab med kunsthistorie. Efter sin pensionering har han været en ofte brugt kommentator og debattør i danske medier, og bl.a. som klummeskribent i Avisen Danmark.

## Karriere i politiet
I 1997 blev Hans Jørgen Bonnichsen af Udenrigsministeriet sendt til Sydafrika, hvor han medvirkede til oprettelsen af en uafhængig klagemyndighed, der skulle beskytte mod tortur.[kilde mangler]
Den 20. december 1999 var han blandt de to første politifolk der afhørte Morten Jung-Olsen. 
Jung-Olsen var tidligere på dagen blevet anholdt i Lenz-sagen.
I embedet som chefkriminalinspektør for Politiets Efterretningstjeneste (1997-2006) har Bonnichsen givet udtryk for, at politi og efterretningsvæsen skal arbejde med åbenhed og tillid fra det omgivende samfund.[kilde mangler] Bonnichsen arbejdede blandt andet under PET-cheferne Birgit Stampe og Lars Findsen.
Bonnichsen har kritiseret indførelse af flere magtredskaber til politiet, herunder muligheden for at undgå domstolsprøvelser. Bonnichsen har advaret mod de senere års terrorlovgivning, da han hævder, at disse stramninger er unødvendige og kan undergrave tilliden til politiet i Danmark.
Under Bonnichsen har PET indført såkaldte præventive samtaler i forhold til "radikaliserede individer", som er på vej ind i ekstremistiske sociale og religiøse miljøer. Formålet med samtalerne var at påvirke det enkelte individ og at styrke PET's synlighed over for potentielle ekstremister.[kilde mangler]

### Tunesersagen
Bonnichsen kritiserede i 2008 PET's fremgangsmåde i sagen om to tunesere i den såkaldte tunesersag, som blev anklaget for at ville myrde tegneren Kurt Westergaard. Bonnichsen mente blandt andet, at mistanken mod den ældste af de to tunesere kunne være baseret på en usikker kilde foruden at lækagen af oplysningerne om mordplanerne til Nyhedsavisen var uden sidestykke i PETs historie.
Politikere fra Konservative Folkeparti og Dansk Folkeparti kritiserede Bonnichsen for at bryde sin tavshedspligt. Pia Kjærsgaard kritiserede Bonnichsen for at have overtrådt "de uskrevne regler" og således været til skade for PET's arbejde. Justitsminister Brian Mikkelsen indskærpede, at tidligere medarbejdere hos PET skulle passe på, at deres udtalelser ikke fremstår på en måde, der kan skade tjenestens arbejdsvilkår. Venstres retsordfører Kim Andersen udtalte derimod at han havde fuld tillid til at Bonnichsen ikke brød sin tavshedspligt og at han desuden mente at Bonnichsen "tilfører debatten viden". Bonnichsen forsvarede sig med at han ikke havde overtrådt tavshedspligten og beskyldte Dansk Folkeparti for at have ført en "hetzagtig" og "utilbørlig, uanstændig smædekampagne " mod sin person. Oppositionspartierne Socialdemokratiet og Radikale Venstre mente at Dansk Folkeparti "prøvede at begrænse Bonnichsens ytringsfrihed" og krævede at justitsminister Brian Mikkelsen enten tiltalte Bonnichsen for brud på tavshedspligten eller stoppe med beskyldningerne. Brian Mikkelsen udtalte dagen efter "Jeg er ikke dommer over den konkrete sag. Jeg har ingen interesse i at gå ind i den, og jeg har ikke noget at sige i en sådan sag" og undlod at rejse tiltale.. Tidligere chef for PET fra 1975 til 1984 Ole Stig Andersen offentliggjorde en kronik i Jyllands-Posten som bakkede op om Bonnichsens kritik af PET og støttede ham i hans ret til at påtale mangler i PET så længe tavshedspligten ikke bliver brudt . Desuden udtalte juraprofessorerne Jørn Vestergaard og Carsten Henrichsen at Bonnichsen ikke på nogen måde havde brudt tavshedspligten og at justitsministerens beskyldninger derfor var forsøg på at knægte Bonnichsens ytringsfrihed.

## Arbejde efter politiet
Efter sin pensionering i 2006 udgav han bogen Hånden – en PET- og politikrønike om sine 41 år inden for politiet, hvoraf halvdelen foregik på Rejseholdet. Han har endvidere optrådt som foredragsholder og som terrorekspert for bl.a. Danmarks Radio.
Ved kommunalvalget i 2005 var Bonnichsen kandidat for Venstre i Hillerød Kommune, hvor han fik 65 personlige stemmer. “Vælgerne var klogere end jeg” har han udtalt.[kilde mangler]
I protest mod Venstres førte integrationspolitik har han meldt sig ud af Venstre, og er i dag partiløs.[kilde mangler]

## Udmærkelser
I 2009 blev Bonnichsen kåret som "Årets Idealist" af Politikens læsere. Det første resultat var ellers en sejr til tegneren Kurt Westergaard, men det viste sig at afstemningen var blevet saboteret idet 9.000 af Westergaards stemmer stammede fra 20 IP-adresser; en enkelt adresse stod alene for 2.000 stemmer. Dette var i modstrid med afstemningens regel om at hver person kun måtte afgive én stemme.
Den 12. marts 2009 modtog Hans Jørgen Bonnichsen Liviafondens pris for alternativ konfliktløsning. Han blev rost for at møde konflikter med "den fremstrakte hånd" frem for den knyttede næve. Prisen var en cadeau til Bonnichsens løsningsorienterede og fredelige holdning til konflikter. Hans prismodtagelse faldt sammen med internationale og nationale græsrodsinitiativer, hvor især Combatants for Peace gjorde et stort indtryk på publikum såvel som Bonnichsen.
Den 28. marts 2009 modtog Hans Jørgen Bonnichsen Frode Jakobsen prisen af JuniBevægelsen for sit "politiske mod" i anti-terrordebatten, og for "på trods af personlig intimidering, at have stået fast på nogle vigtige værdisæt i retspolitikken og i forholdet mellem stat og borger".
Den 5. juni 2009 modtog Hans Jørgen Bonnichsen Ebbe Kløvedal Reichs Demokratistafet fra komikeren Omar Marzouk. Hans stafetbidrag til demokratiet bestod i en række debatmøder om trusler mod borgernes retssikkerhed. Desuden tog han initiativ til konkurrencen "Ungdommens grundlovstale". På grundlovsdag 2010 videregav han Demokratistafetten til forfatteren Carsten Jensen.
Den 30. Oktober 2014 modtog han DIGNITY-prisen for “sine kontante, afbalancerede analyser og kommentarer til fordel foren bedre retssikkerhed, besindighed og gensidighed uden brug af vold”
Bonnichsen er Ridder af Dannebrog.

## Udgivelser
Hans Jørgen Bonnichsen er forfatter til følgende bøger:
- Hånden – en PET- og politikrønike, Politiken, 2006
- Frygt & fornuft – I terrorens tidsalder, People´s Press, 2008
- Tvivl på alt og tro på meget – Jagten på sandhed - Politiets afhøringsmetoder, Rosinante, 2012
- ”Glem ikke Heidi. Efterforskerens veje og vildveje.  Upress 2017